# Edifici d'habitatges a la pujada de Sant Feliu, 13-15 (Girona)
L'Edifici d'habitatges a la pujada de Sant Feliu, 13-15 és un edifici de Girona que forma part de l'Inventari del Patrimoni Arquitectònic de Catalunya.

## Descripció

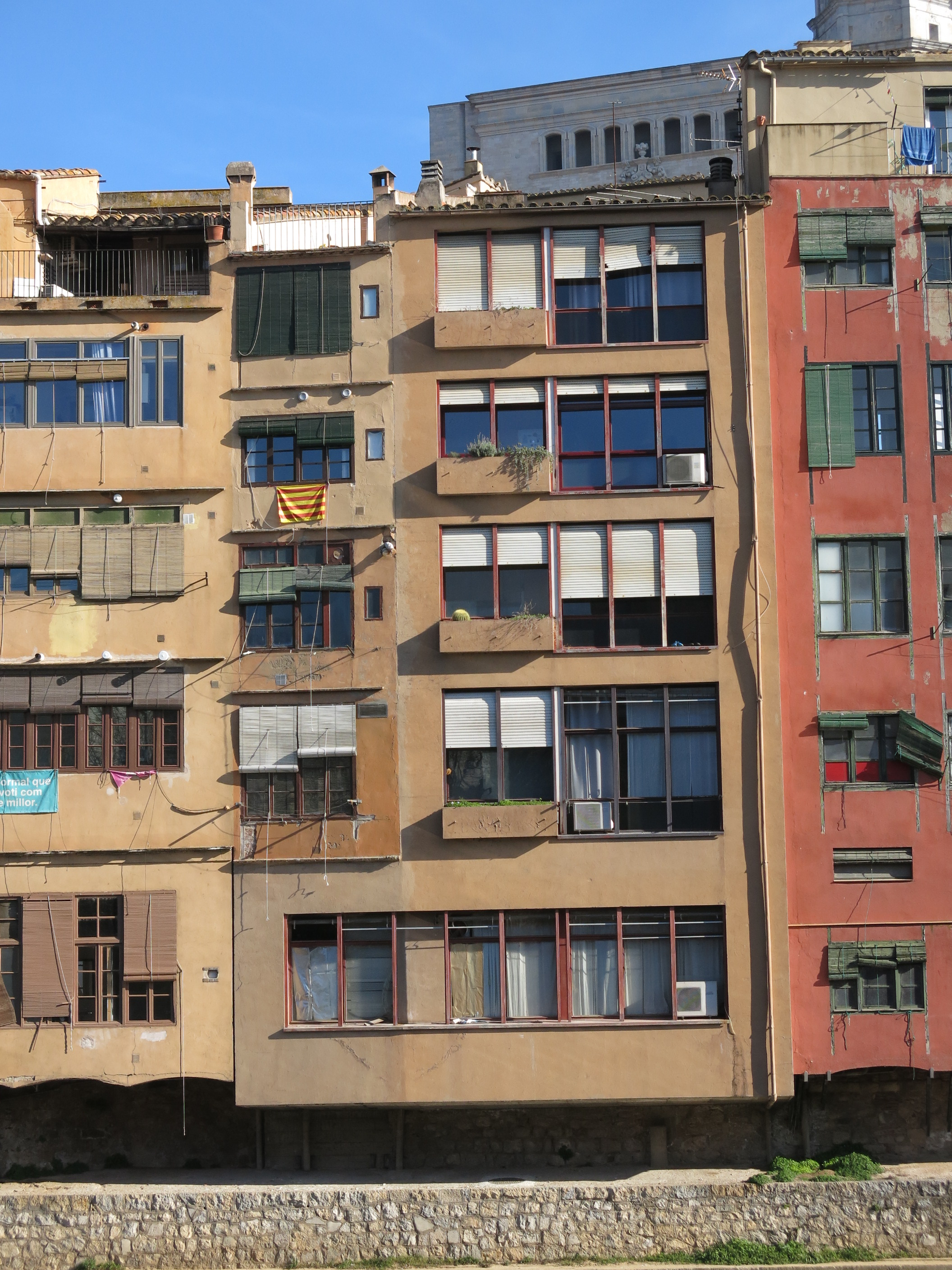
Façana que dona a l'Onyar

És un edifici reformat, de planta baixa amb façanes al riu i al carrer. La façana al riu s'integra dins el llenguatge propi de l'existent i amb un llenguatge modern de persianes enrotllables i perfils metàl·lics de guies. Aquesta façana està sobreposada a la real, d'obertures diverses. Remolinada i pintada, la façana es remata amb el volat de teules. Les obertures del costat esquerre, tot i agrupades a les anteriors, tenen jardineres (2 a 2). L'obra es reforma, la part catalogada principalment. La façana posterior al 1978.